# Base G

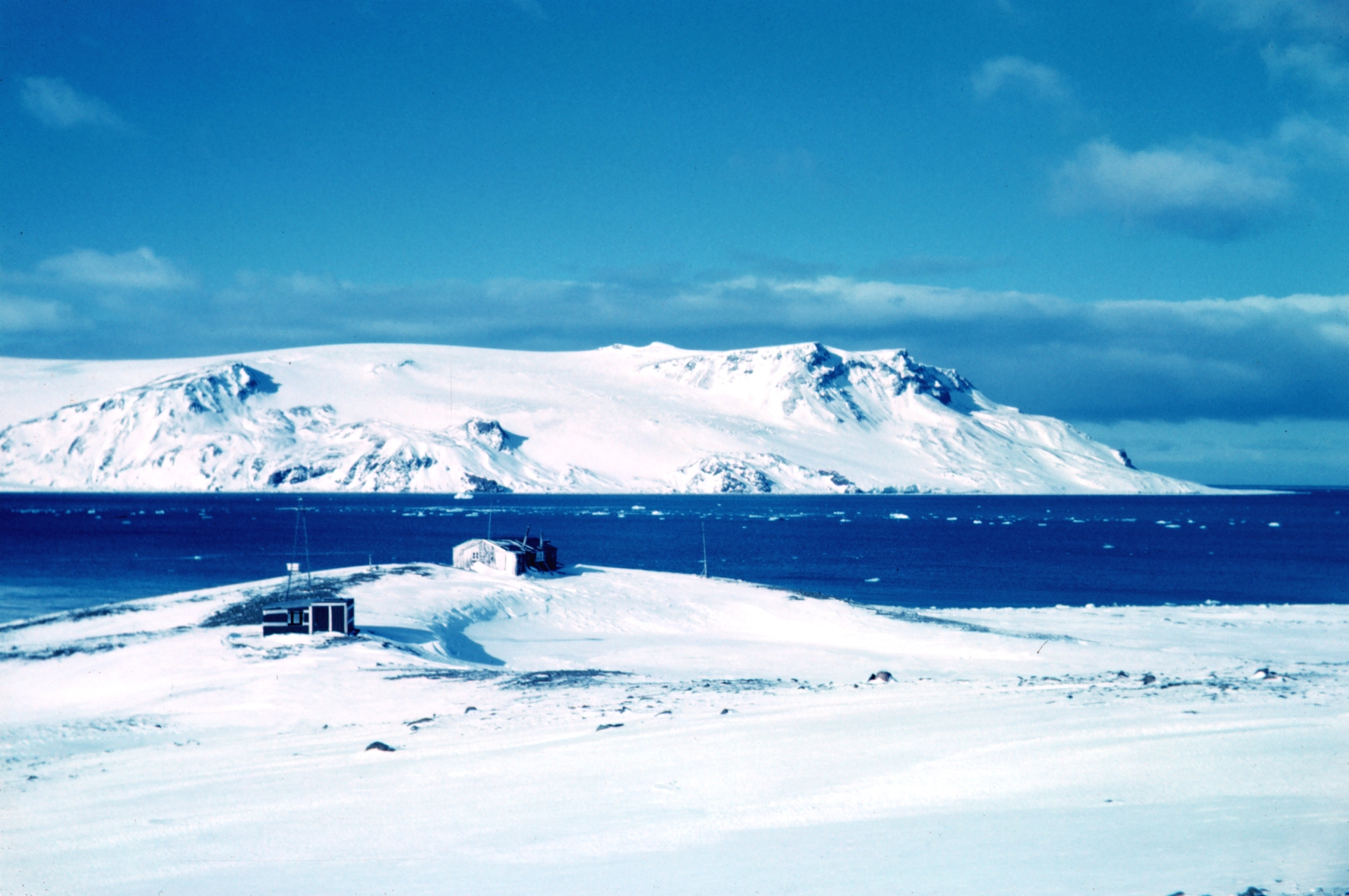
Base G hacia 1962.

La Base G - Bahía Almirantazgo (en inglés: Station G — Admiralty Bay) fue una estación de investigación del Reino Unido ubicada en la ensenada Martel de la península Keller, en la bahía Almirantazgo de la isla Rey Jorge (o 25 de Mayo) en las Shetland del Sur. Es esta base se realizaron investigaciones sobre geología, meteorología, y glaciología. En 1984 el sitio fue ocupado por la Estación Antártica Comandante Ferraz de Brasil y sus instalaciones desmanteladas.

## Historia
Los dos primeros edificios de la base, una pequeña cabaña de madera y una choza Nissen, fueron inaugurados el 18 de enero de 1947, permaneciendo ocupados hasta el 23 de marzo de 1947. Volvió a ocuparse el 18 de enero de 1948 y otra cabaña de madera fue erigida el 14 de febrero de ese año, pero en enero de 1950 se la trasladó a la Base H en las Orcadas del Sur. Una tercera cabaña, denominada Sparrow House en homenaje al barco HMS Sparrow que trasportó los materiales para su construcción, fue inaugurada el 28 de enero de 1949 a unos 300 al sur de la base. El 6 de enero de 1956 fue agregada una nueva cabaña. Durante el Año Geofísico Internacional de 1957-1958 la base contribuyó con observaciones. El 19 de enero de 1961 la base fue cerrada. 
En sus cercanías la Armada Argentina construyó el refugio Ensenada Martel el 30 de diciembre de 1947, que fue encontrado destruido por hacha y fuego en 1954.
El 6 de febrero de 1984 fue inaugurada en el lugar la base brasileña Comandante Ferraz, cuyo personal demolió y retiró los restos de la Base G entre julio de 1995 y febrero de 1996, permaneciendo solo los cimientos de concreto.
En el lugar permanecen las tumbas de E. Platt (fallecido el 10 de noviembre de 1948), y A. Sharman (fallecido el 23 de abril de 1959). Existen también cruces conmemorativas de R. G. Napier (fallecido el 24 de marzo de 1956), y D. R. Bell (fallecido el 26 de julio de 1959).